# Różyca (choroba)
Różyca (łac. rhusiopathia suum) lub erysipeloid (łac. erysipelas suum) – groźna dla ludzi, zakaźna i zaraźliwa bakteryjna choroba świń o przebiegu ostrym lub przewlekłym. Występuje na całym świecie.

## Etiologia
Choroba jest spowodowana przez Gram-dodatnią pałeczkę - włoskowca różycy (Erysipelothrix rhusiopathiae). Bakteria jest odporna na czynniki środowiskowe, w tym też na gnicie i wysuszenie. Podczas okresu letniego choroba ma swoje nasilenie, gdyż wyższa temperatura sprzyja rozwojowi bakterii.

## Patogeneza
Bakterie wnikają przez uszkodzenie skóry, drogą pokarmową (zanieczyszczona pasza), drogą oddechową, poprzez spojówki. Do zakażenia może dojść podczas stresujących sytuacji, np. w czasie transportu lub bezpośrednio po nim.

## Objawy u zwierząt
Zakażeniu ulegają prosięta od 3 mies. do 1 roku życia. Przeciwciała zawarte w siarze chronią prosięta przez pierwsze 12 – 15 tygodni.
Bakterie są wydalane przez kał, mocz i wydzielinę z nosa od zwierząt zarażonych. Obecność bakterii stwierdza się u zwierząt zdrowych na: migdałkach, błonach śluzowych nosa i gardła. Okres inkubacji choroby wynosi 3–4 (2–7) dni. 
Możemy wyróżnić trzy postacie choroby:
- postać ostra posocznicowa: temperatura ciała wzrasta do 42 °C, zapalenie spojówek, apatia, brak apetytu, osowiałość, zagrzebywanie się w ściółce, plamy na skórze, wymioty. Zgon po 3-4 dniach. Zachorowanie najczęściej u młodych.

- postać pokrzywkowa – podostra: temperatura ciała 41-42 °C, apatia, brak apetytu, zapalenie spojówek, wymioty, zagrzebywanie się w ściółce, romboidalne wykwity na skórze o kolorze jasnoczerwonym następnie ciemnoczerwonym do coraz bardziej sinego na grzbiecie i bokach, wyniesiona 2-3 mm ponad skórę, ostro odgraniczone od otoczenia, w efekcie: martwica miejscowa, złuszczanie naskórka.

- postać przewlekła: chroniczne zapalenie stawów i wsierdzia, kulawizny, niewydolność serca, może być następstwem postaci ostrej lub podostrej. Objawy jak w pozostałych postaciach, ale mniej nasilone.

## Objawy u ludzi
Okres inkubacji wynosi 1-5 dni. W miejscu wniknięcia bakterii pojawia się ból oraz świąd. Wkrótce potem pojawia się sinoczerwona plama na obrzękniętym podłożu, która szerzy się obwodowo. Zmiany zazwyczaj lokalizują się na I i II palcu dłoni. Pobliskie stawy są obrzęknięte i bolesne. Rzadko występuje krótkotrwała gorączka, stan ogólny jest dobry.
Wyjątkowo może wystąpić jelitowa postać choroby, która objawia się parodniową biegunką. Dochodzi do niej na skutek zjedzenia zakażonego mięsa.
Niezwykle rzadko dochodzi do sepsy, której towarzyszy wysypka, zapalenie stawów i wsierdzia.

## Profilaktyka
Wpływ na zakażenie mają warunki zoohigieniczne i mikrobiologiczne.
Zapobieganie u ludzi polega na opatrywaniu skaleczeń, a u osób narażonych zawodowo na noszenie rękawic.

## Leczenie
Lekiem z wyboru jest penicylina krystaliczna lub prokainowa. Dawki wahają się od 1,2-2,4 mln j. w różycy skóry do 20 mln j. w postaci posocznicowej. Alternatywnie można stosować cyprofloksacynę lub doksycyklinę.